# 光反応
- 光により引き起こされる化学反応のこと（英: photoreaction）。以下に記す。
- 動植物が外部からの光に対して示す反応のこと（英: photoresponse）。

光反応（ひかりはんのう、英: photoreaction）は、光により引き起こされるさまざまな化学反応のこと。
化学物質は、適切な波長の光を吸収することで励起状態と呼ばれる反応活性の高い状態に変わる。その励起状態から一定の確率で、結合、解離、発光、酸化、還元などの化学変化が起こることがあり、その一連の過程が光反応と呼ばれる。ある基質から起こる光反応と光を用いない反応（暗反応）とで、生成物や選択性が全く異なることも数多い。また、同じ基質で起こる光反応であっても吸収する波長が異なれば、異なる励起状態を経て異なる化学変化が起こることがある。

## 光反応の例
光反応として一般に知られる例を示す。いずれも、ある基質に対し適切な光を照射することで進行する。
- ノリッシュI型反応 (Norrish type I reaction) ケトンの C-C 結合のホモリティックな開裂
- ノリッシュII型反応 (Norrish type II reaction) カルボニル基によるγ位からの分子内水素引き抜き
- バートン反応 (Barton reaction) 亜硝酸エステルから、γ位への NO の転位によるオキシムの生成
- 一重項酸素の発生
- スチルベン、アゾベンゼン、ジアリールエテンなどの光異性化
- フォトクロミズム

### 光反応と熱反応で形式が変わる反応
熱的に起こる反応（暗反応）と、光反応とで形式が変わる反応の例を示す。例えば、環化付加反応において、[4+2]付加環化反応（ディールス・アルダー反応）は熱的に許容されるが、[2+2]付加環化反応（2分子のアルケンからシクロブタンの生成）は、熱的には対称禁制である。しかし、光反応では、光励起によりアルケンの電子配置が変わることにより、[2+2]付加環化反応が対称許容となり進行する。詳細は「ウッドワード・ホフマン則」を参照されたい。
- ペリ環状反応
  - シグマトロピー転位
  - 電子環状反応
  - 環化付加反応